# Amos Abbott
Amos Abbott (* 10. September 1786 in Andover, Massachusetts; † 2. November 1868 ebenda) war ein US-amerikanischer Politiker. Zwischen 1843 und 1849 vertrat er den Bundesstaat Massachusetts im US-Repräsentantenhaus.

## Werdegang
Amos Abbott besuchte die Bradford Academy. In den folgenden Jahren war er unter anderem Händler, Straßenvermesser und städtischer Angestellter in Andover. Von 1828 bis 1830 saß er im dortigen Schulausschuss. Im Jahr 1833 gehörte er zu den Gründern der Eisenbahngesellschaft Boston and Maine Railroad; von 1834 bis 1841 war er deren Präsident. Politisch wurde er Mitglied der 1835 gegründeten Whig Party. Von 1835 bis 1837 sowie nochmals im Jahr 1843 war er Abgeordneter im Repräsentantenhaus von Massachusetts. Dazwischen war er in den Jahren 1840 bis 1842 Mitglied des Staatssenats.
Bei den Kongresswahlen des Jahres 1842 wurde Abbott im dritten Wahlbezirk von Massachusetts in das US-Repräsentantenhaus in Washington, D.C. gewählt, wo er am 4. März 1843 die Nachfolge von Caleb Cushing antrat. Nach zwei Wiederwahlen konnte er bis zum 3. März 1849 drei Legislaturperioden im Kongress absolvieren. In diese Zeit fiel der Mexikanisch-Amerikanische Krieg. 1848 verzichtete Abbott auf eine weitere Kongresskandidatur. Nach dem Ende seiner Zeit im US-Repräsentantenhaus war er von 1849 bis 1853 Posthalter in Andover. Ansonsten arbeitete er im Handel. Er starb am 2. November 1868 in Andover.